# Bolet radicant
Caloboletus radicans
Espèce
Statut de conservation UICN

 LC  : Préoccupation mineure
Caloboletus radicans, le Bolet radicant, autrefois Boletus albidus, est une espèce de champignons (Fungi) basidiomycètes du genre Caloboletus dans la famille des Boletaceae. Il est caractérisé par son chapeau blanc à brun, son pied radicant orné d'un fin réseau limité et sa chair amère bleuissante à la coupe.

## Taxonomie

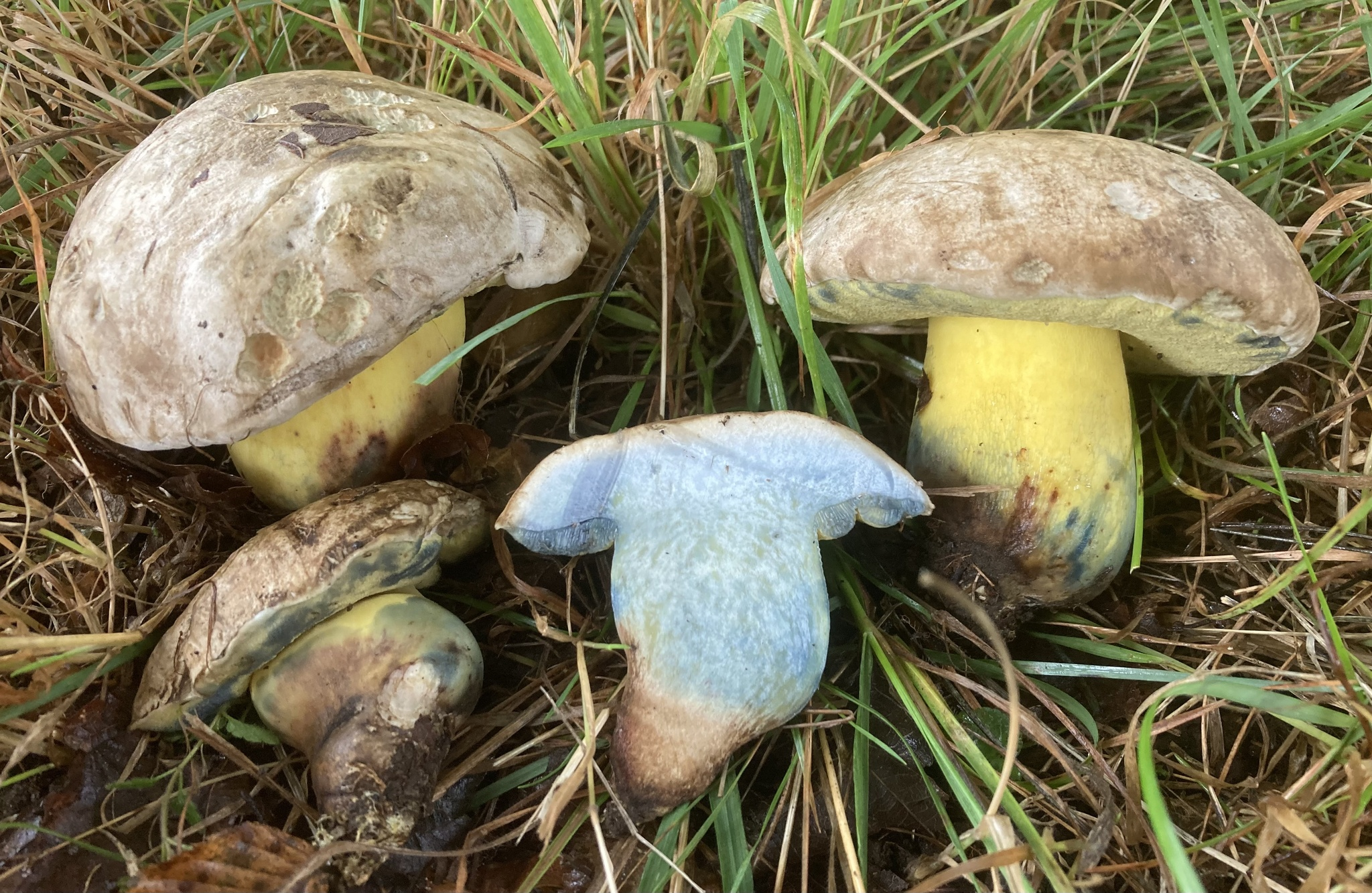
Collection de sporophores de C. radicans en France, Corrèze.

Le nom correct complet (avec auteur) de ce taxon est Caloboletus radicans (Pers.) Vizzini (2014)
L'espèce a été initialement classée dans le genre Boletus sous le basionyme Boletus radicans Pers., Syn. meth. fung. (Göttingen) 2: 507 (1801)

### Synonymes
Caloboletus radicans a pour synonymes :
- Versipellis radicans (Pers.) Quél.
- Xerocomus radicans (Pers.) Quél.
- Suillus radicans (Pers.) Kuntze
- Boletus candicans sensu auct.
- Boletus vitellinus Pers.
- Boletus pachypus var. vitellinus
- Boletus amarus Pers.
- Suillus amarus (Pers.) Kuntze
- Dictyopus amarus (Pers.) Quél.
- Boletus albidus var. constrictus Bolton ex Pers.
- Boletus albidus var. communis Alb. & Schwein.
- Boletus pachypus Fr.
- Tubiporus pachypus (Fr.) P. Karst.
- Dictyopus pachypus (Fr.) Quél.
- Suillus pachypus (Fr.) Richon & Roze
- Boletus radicans var. pachypus (Fr.) Bon
- Boletus auricomus Chevall.
- Boletus pachypus var. amarus Fr.
- Boletus albidus Roques
- Boletus pachypus var. candicans Inzenga ex Sacc.
- Dictyopus albidus Quél.
- Boletus subtomentosus var. radicans Massee
- Boletus albidus subsp. eupachypus Konrad
- Boletus radicans f. sanguineipes Panzera
- Boletus sanguineipes Panzera

### Phylogénie
Cette espèce a été décrite pour la première fois en 1801 par Christian Hendrik Persoon, mycologue pionnier né en Afrique du Sud, qui l'avait classé dans le genre Boletus. Le nom Boletus albidus est un synonyme ultérieur. En 2014, l'espèce a été transférée dans le nouveau genre Caloboletus par le mycologue italien Alfredo Vizzini, sur la base de données phylogénétiques.

### Étymologie
L'épithète spécifique radicans du Latin "radic" fait réfèrence à son pied typiquement radicant.

### Noms vulgaires et vernaculaires
Ce taxon porte en français les noms vernaculaires ou normalisés suivants : Bolet radicant, en réfèrence à son épithète spécifique actuelle, et Bolet blanchâtre, en référence à son ancienne épithète spécifique albidus, en référence à la couleur de son chapeau.

## Description du sporophore

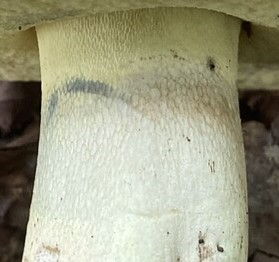
Réseau peu évident du Bolet radicant, parfois s'effaçant complètement.

Les bolets sont des champignons dont l’hyménophore, constitué de tubes et terminés par des pores, se sépare facilement de la chair du chapeau. Ce chapeau d'abord rond, recouvert d'une cuticule, devient convexe à mesure qu’il vieillit. Ils ont un pied (stipe) central assez épais et une chair compacte. Les caractéristiques morphologiques de C. radicans sont les suivantes :
Son chapeau mesure de 5 à 25 cm, plutôt massif, il est de couleur blanc, blanchâtre, gris-blanc, gris mastic, gris-beige, gris-brun à brun, d'aspect mat, velouté (soyeux fibrilleux au toucher), lisse ou alors très finement grumeleux. Sa marge est typiquement ondulée lobée, légèrement rabattue sur les tubes. Il n'est pas rare de le voir plus ou moins craquelé. 
L'hyménophore présente des tubes jaune pâle à jaune vif puis olivâtres, légèrement à nettement bleuissants. Les pores sont concolores, fins, ronds, jaunes puis olivâtres, nettement bleuissants, mais, par temps sec ce bleuissement est à peine perceptible, fugace, et l'hyménophore desséché peut perdre ses teintes jaunes pour prendre des teintes plus chaudes. 
Son stipe mesure 5 à 15 cm x 3 à 6 cm, souvent à base appointie, plus ou moins radicant, jaune à jaunâtre en haut, puis blanc jaunâtre à blanchâtre en descendant, parfois lavé de brunâtre ou parfois entièrement jaunâtre, devenant entièrement blanchâtre à blanc brunâtre par temps sec. Il peut parfois être taché ou ponctué de rougeâtre vineux. De forme très changeante, à base variablement radicante, il peut être fusiforme, obèse, en massue, cylindrique ou en cône inversé, ou alors d'aspect déformé-torturé avec la sécheresse. Il est généralement bleuissant au toucher, orné d'un fin réseau concolore. Le réseau est visible chez les jeunes mais il a tendance à s'effacer partiellement ou même entièrement chez les vieux sporophores.  
Sa chair est jaunâtre ou blanchâtre, brunâtre à blanchâtre à la base, bleuissant rapidement assez uniformément ou alors juste dans le chapeau puis pâlissante, mais pouvant aussi avoir un bleuissement atténué ou alors quasiment absent par temps sec. Parfois rougeâtre dans la moitié inférieure du pied. L'odeur est plutôt désagréable et la saveur est généralement amère. La sporée est brun olivacé foncé,.

### Caractéristiques microscopiques
Ses spores sont elliptiques fusiformes, lisses, couleur de miel, guttulées, mesurant 11 à 14,8 µm x 5 à 7 µm.

## Galerie

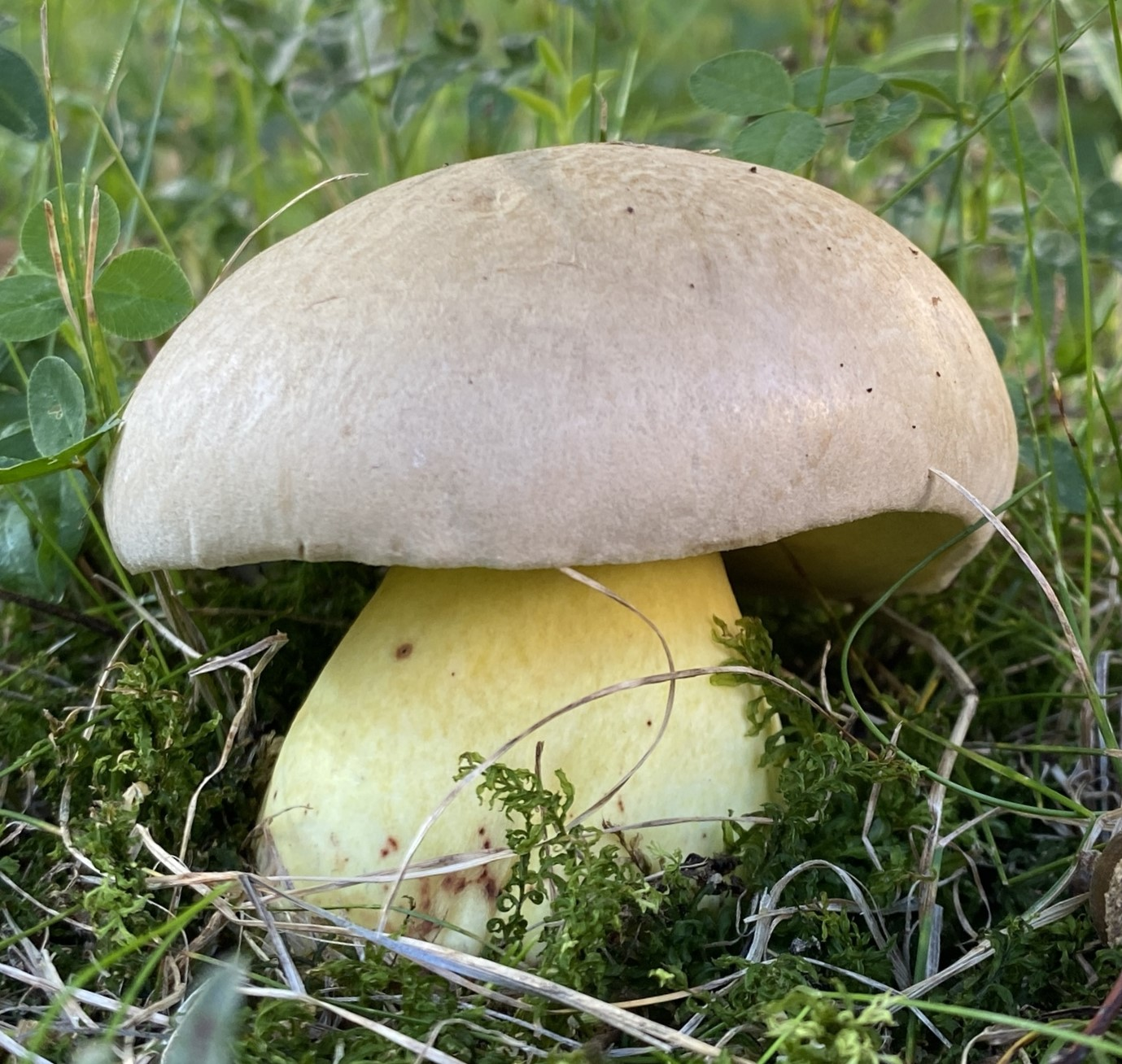
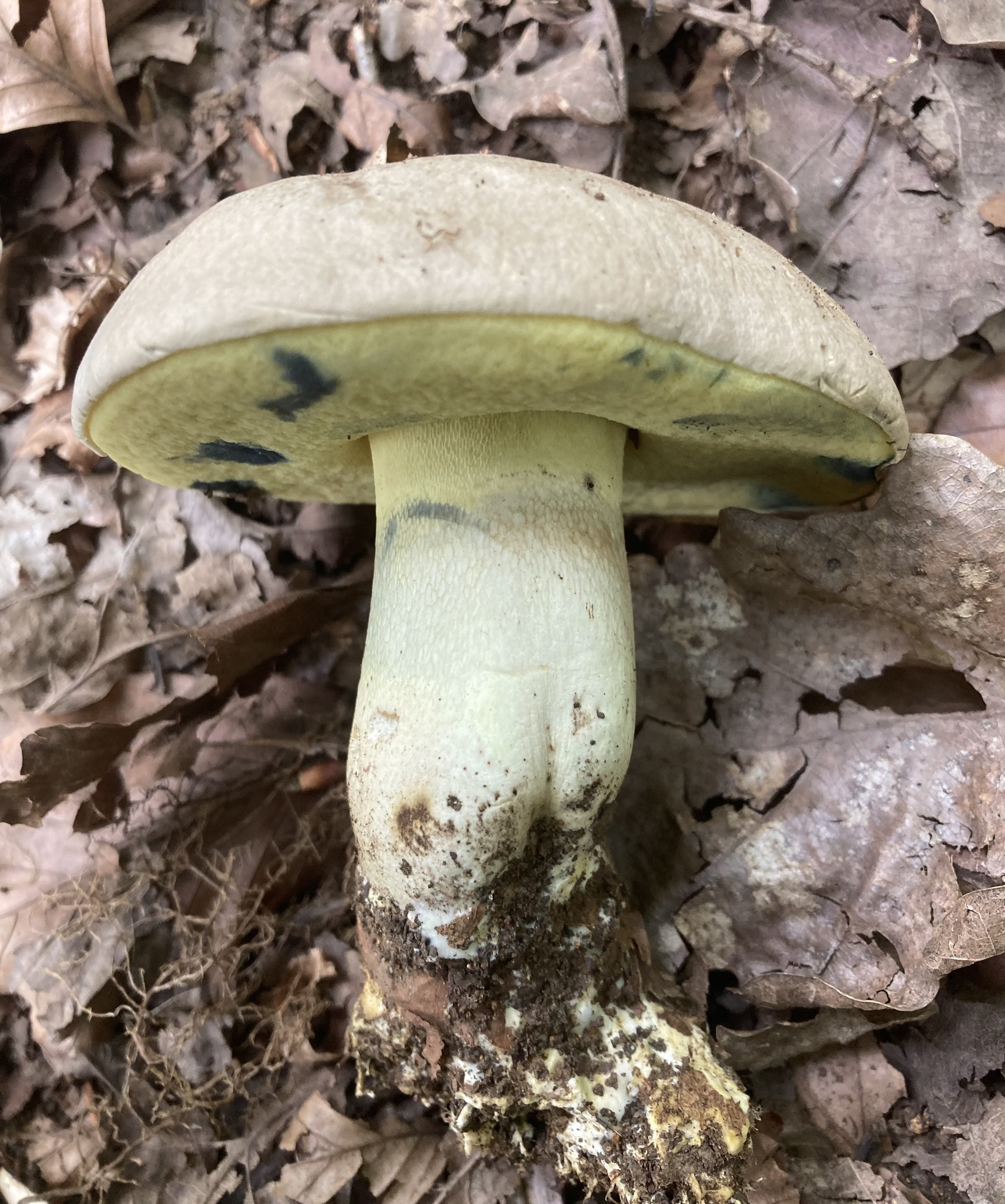
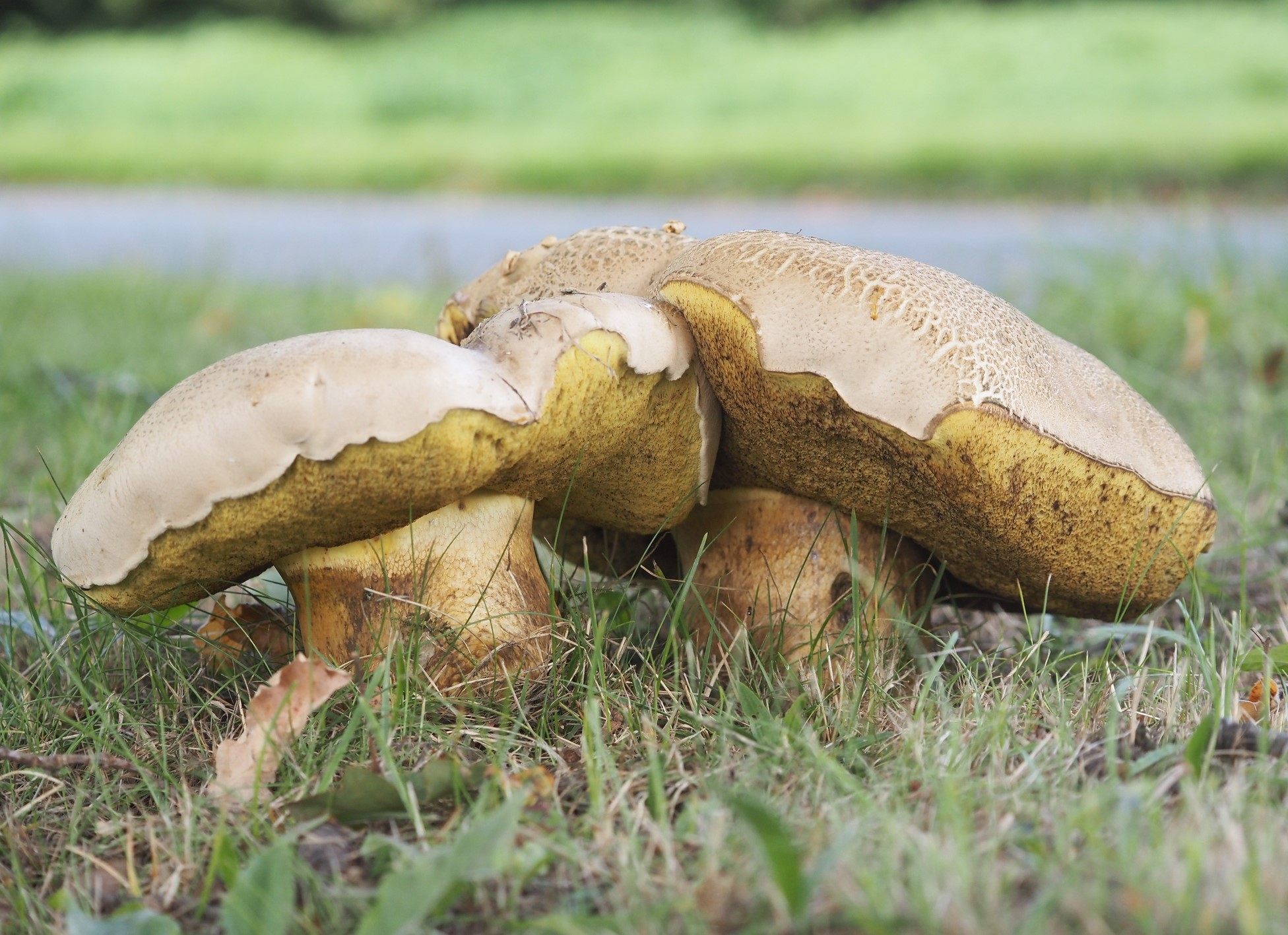
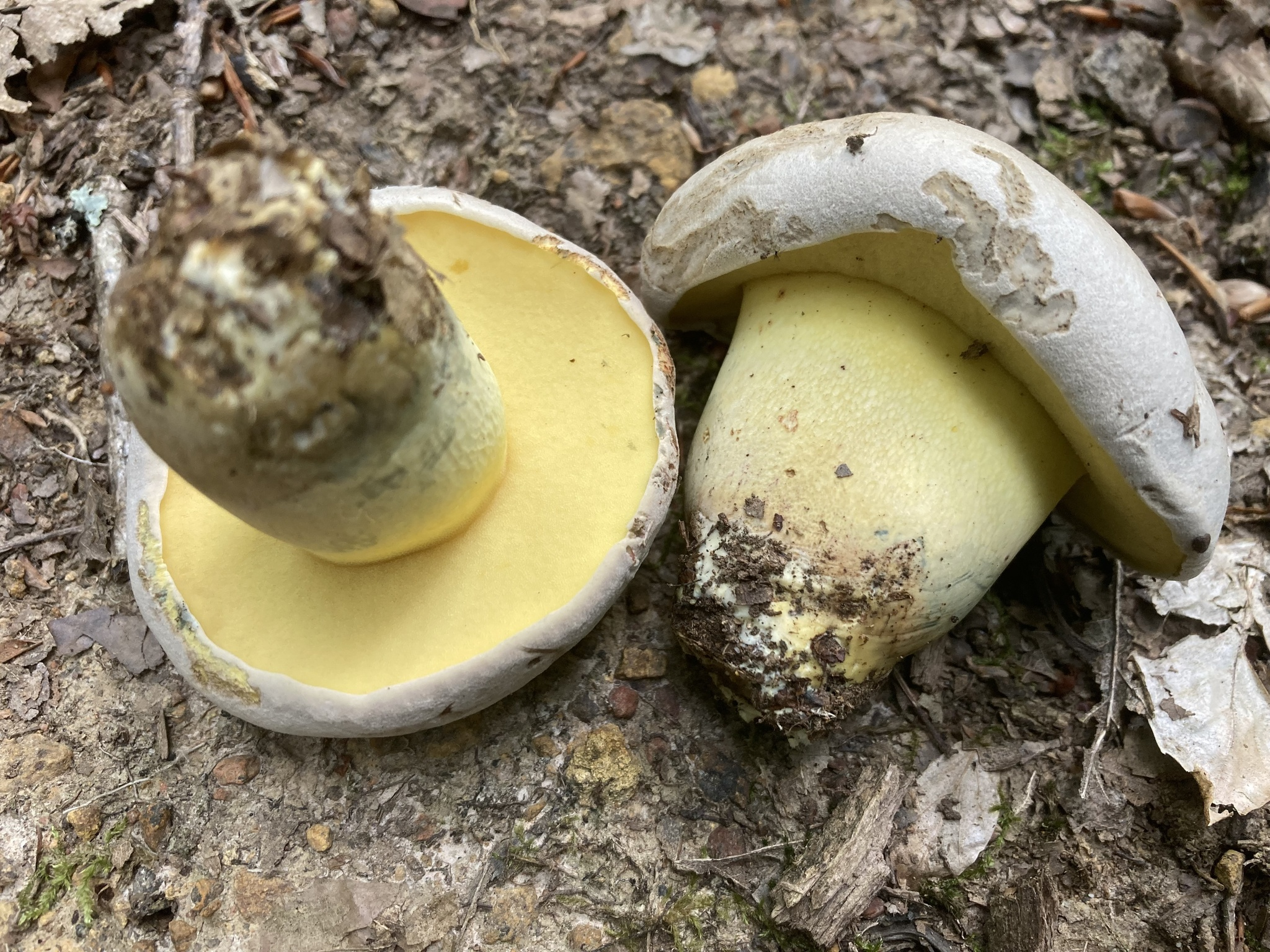
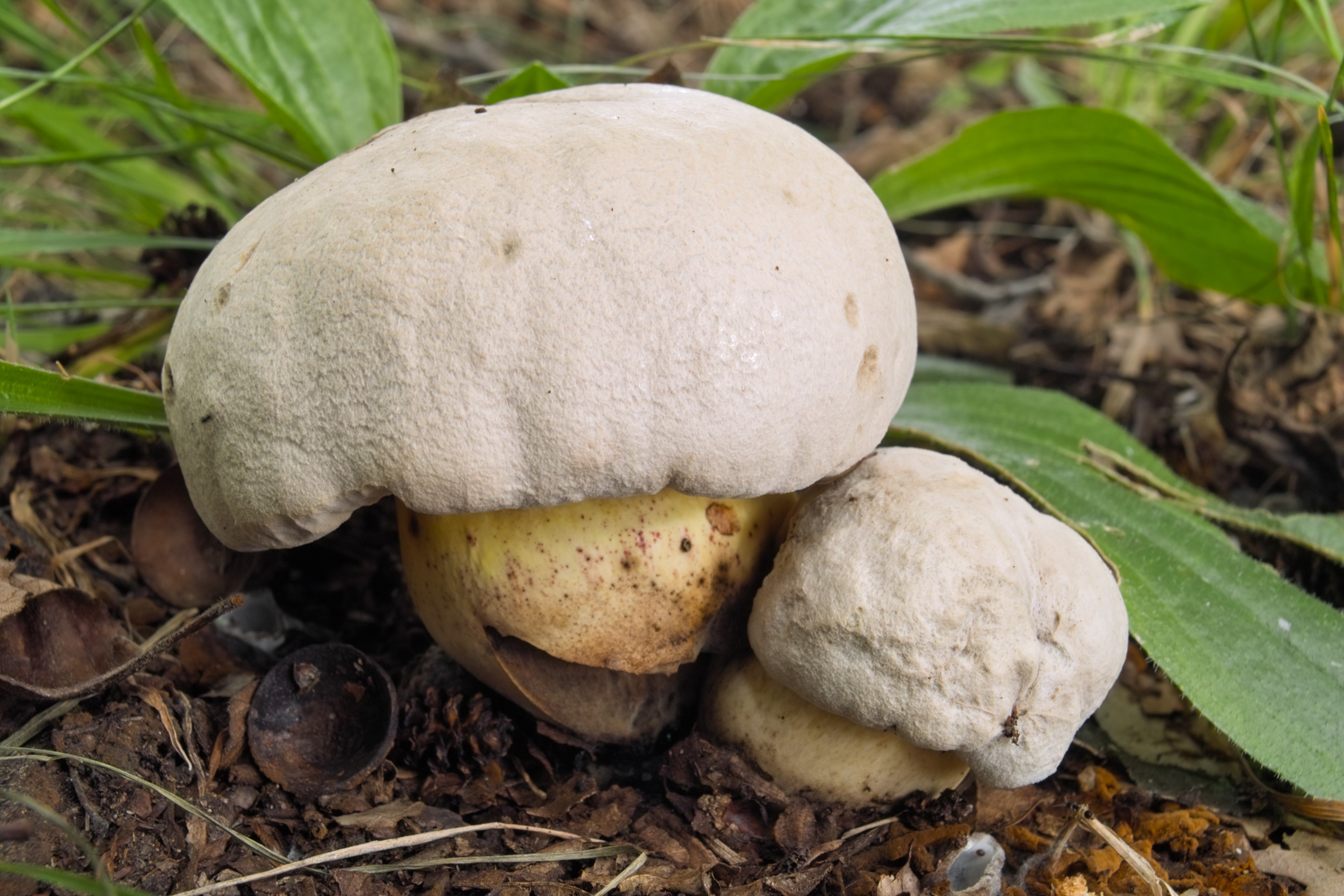
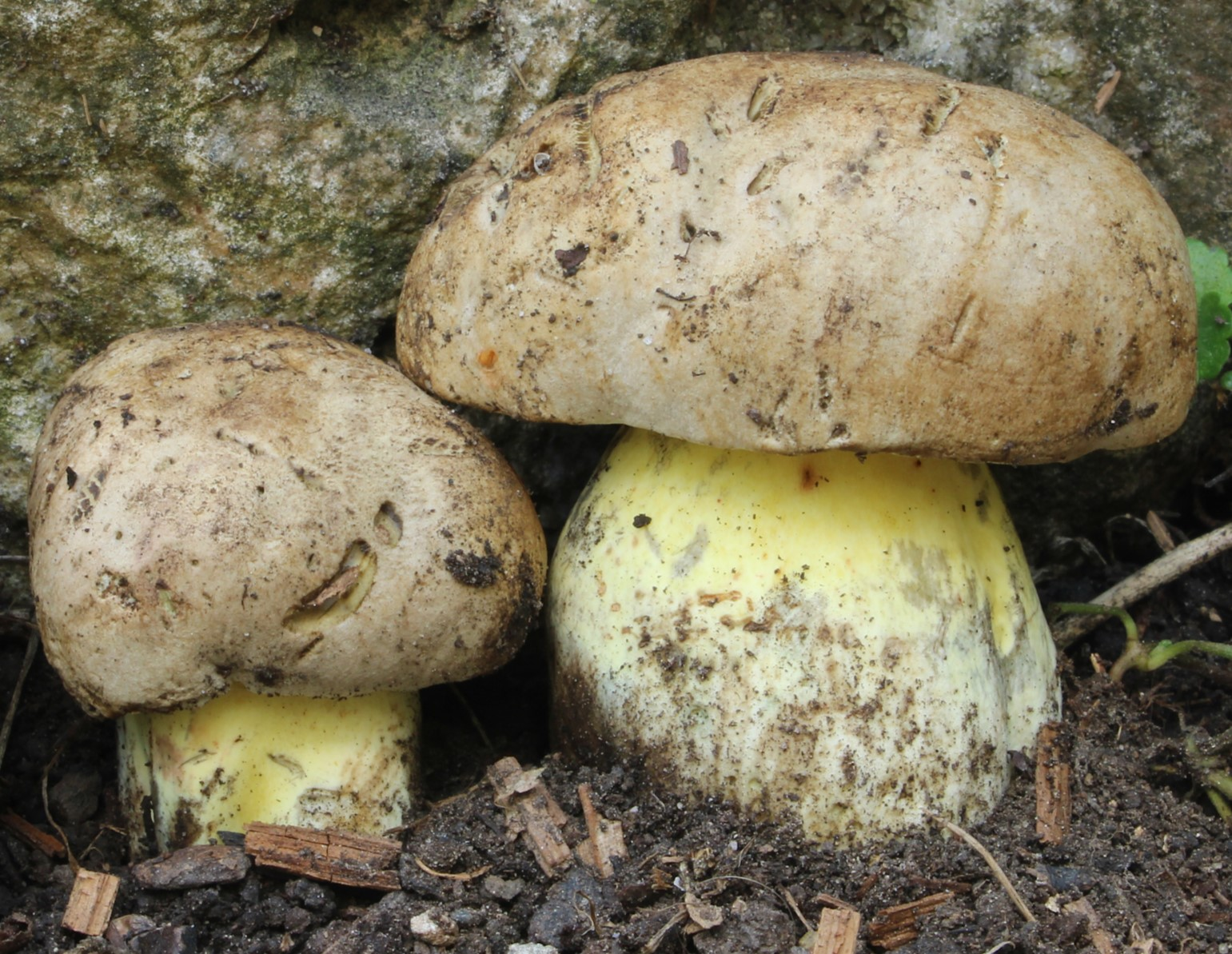
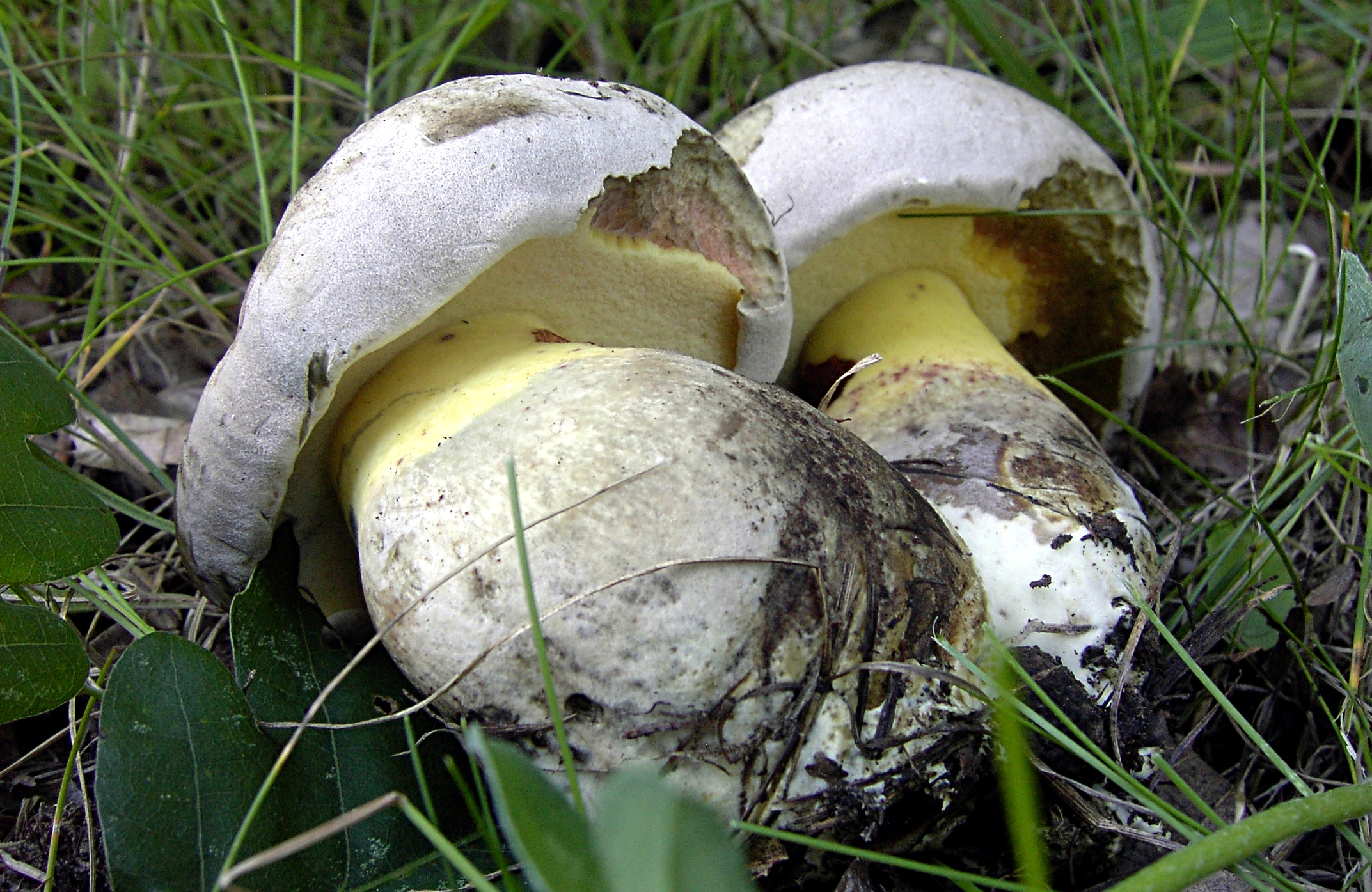
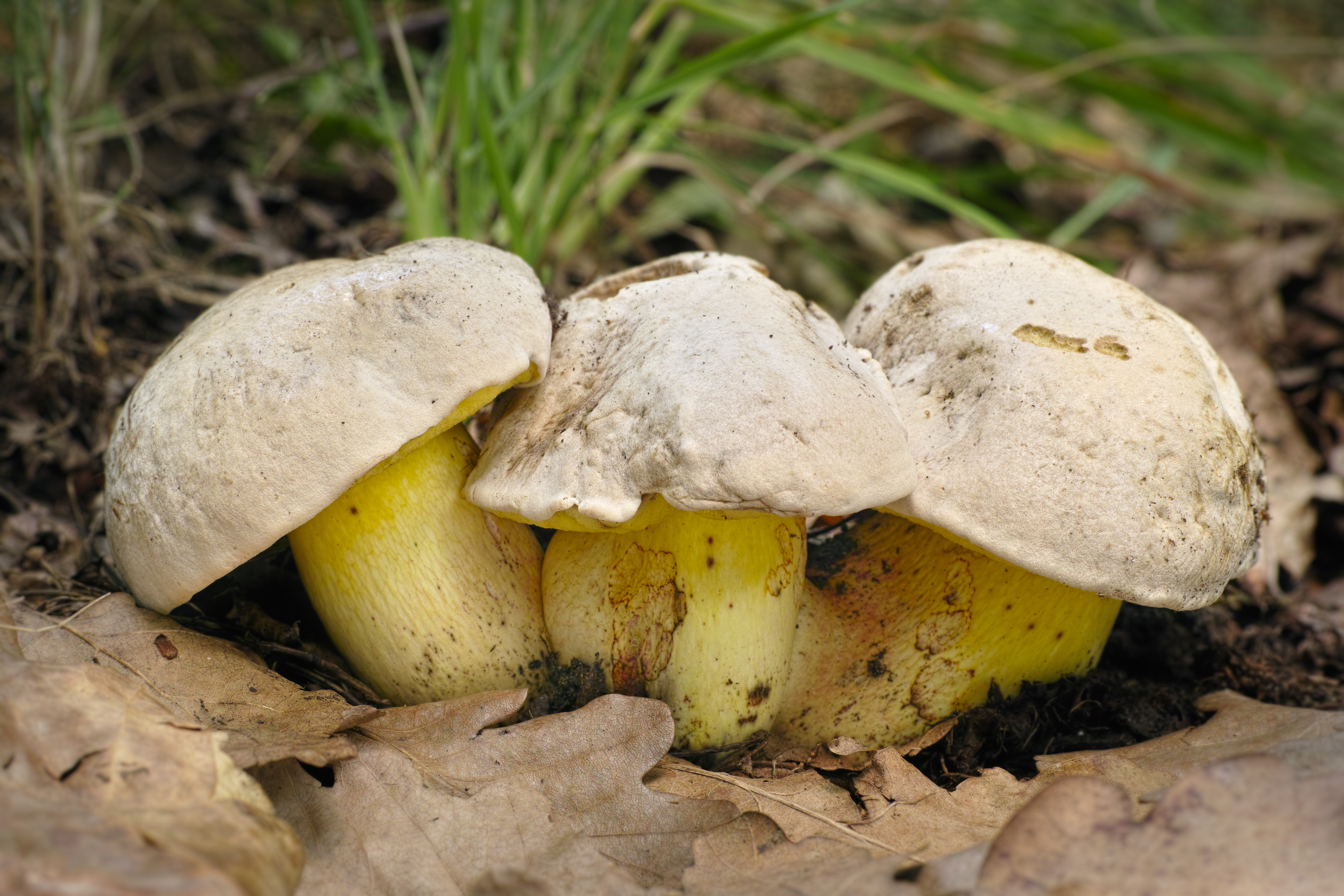
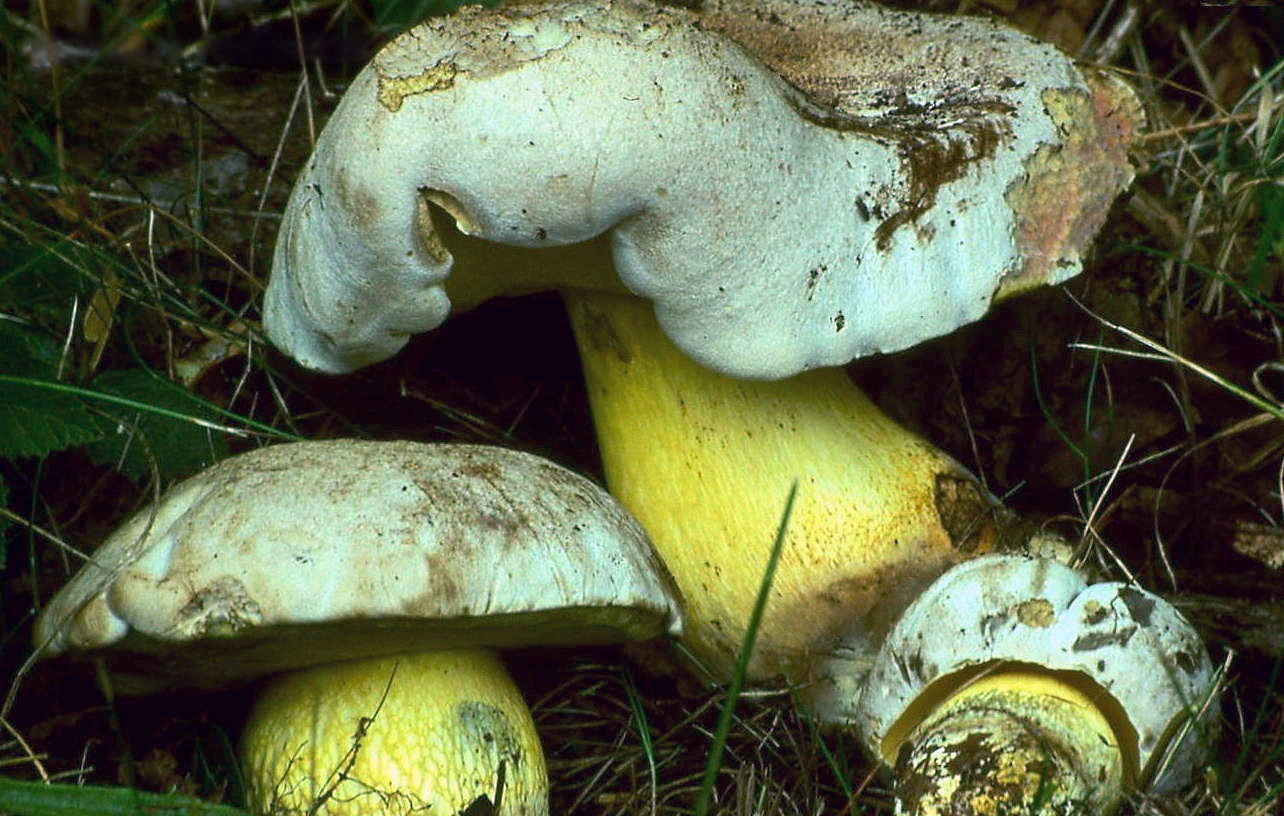
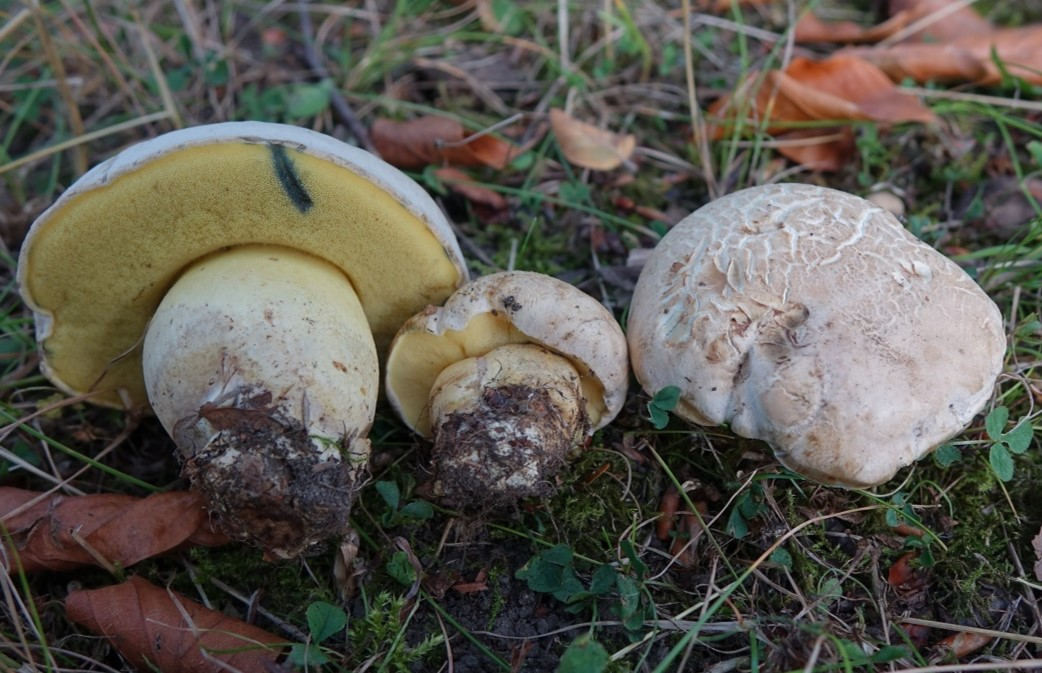
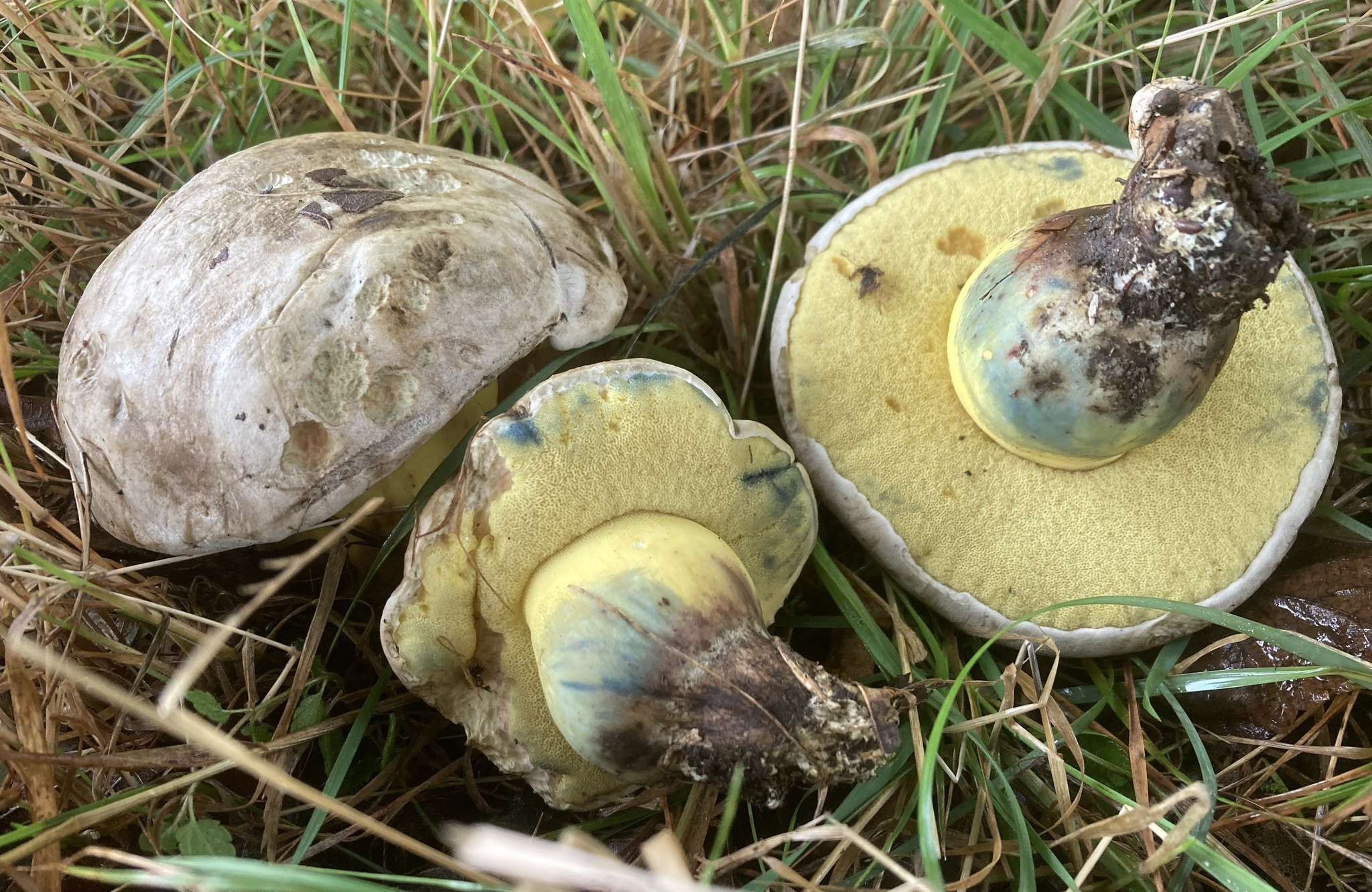
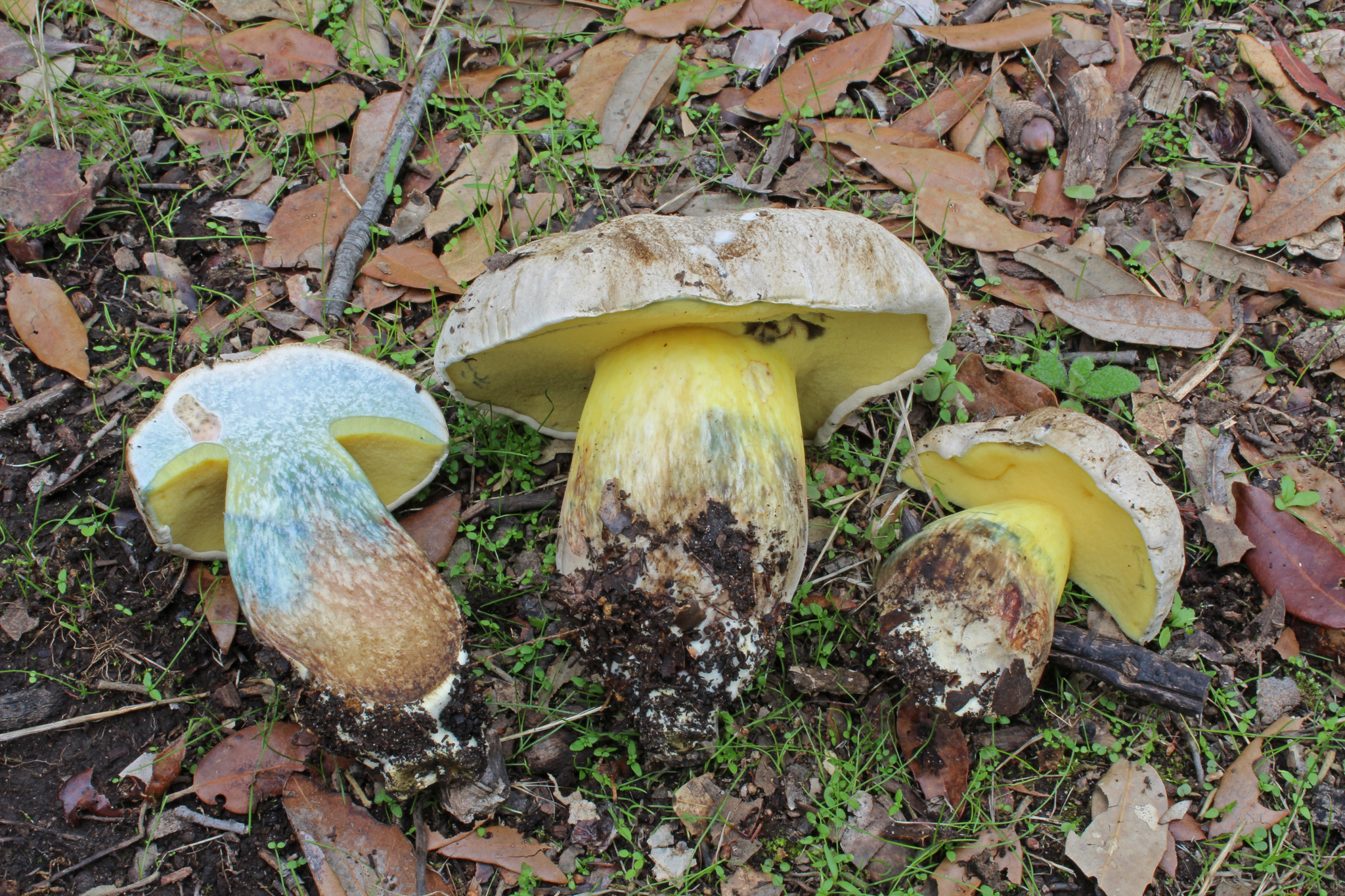
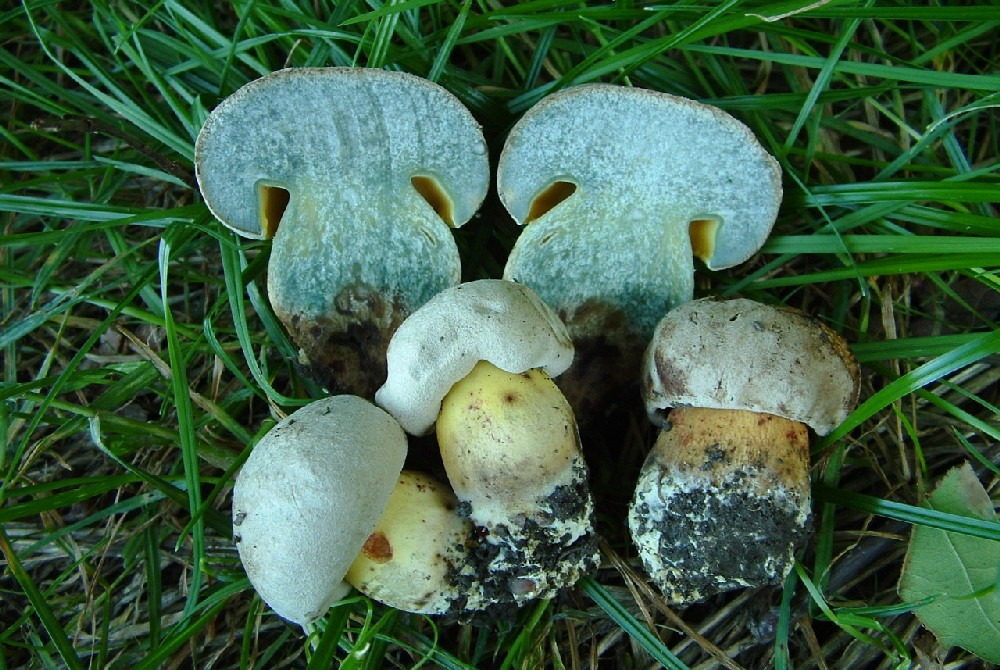
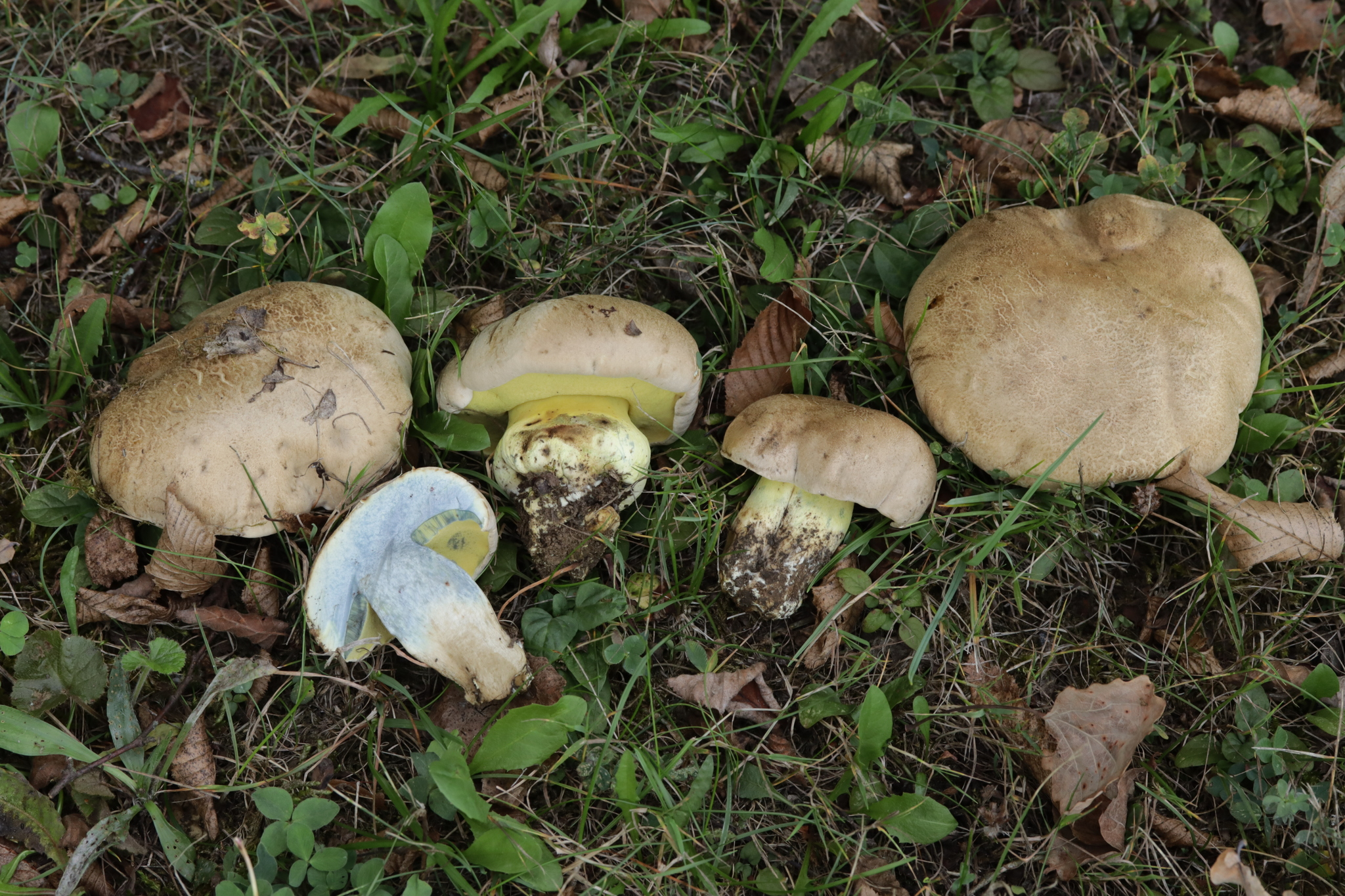

## Variétés et formes
- Caloboletus radicans f. sanguineipes au pied assez largement rougeâtre, sans réseau, à la chair de la base du pied nettement rougeâtre à la coupe[6].

## Habitat et distribution
C'est une espèce ectomycorhizienne, thermophile, poussant sous feuillus, surtout sous chênes, sur sol calcaire, le plus souvent à l'étage collinéen, souvent dans les jardins et les bords de chemin. Elle s'accomode cependant parfois aux terrains neutres. Ce champignon est fréquent chaque année, en particulier dans toute la zone méridionale et tempérée, il est possible de le rencontrer dès le mois de juillet et tout l’été, même durant les périodes sèches, jusqu’en octobre,,.

## Comestibilité
Son amertume le rend non comestible, potentiellement émétique . Une étude réalisée en 2012 sur les intoxications aux champignons en Suisse par Katharina M. Schenk-Jaeger et ses collègues a révélé que Caloboletus radicans avait provoqué de graves symptômes gastro-intestinaux chez ceux qui en avaient consommé, notamment des vomissements récurrents et une diarrhée sanglante.

## Confusions possibles
Le Bolet radicant peut se confondre avec les espèces suivantes :
- Le Bolet faux-radicant (Caloboletus kluzakii) extrêmement rare, au chapeau avec des légères teintes roses, à la couche sous-cuticulaire rouge-rose et au pied non radicant[4]. Rarissime, amer, non comestible, potentiellement émétique
- Le Bolet à beau pied (Caloboletus calopus), au pied nettement teinté de rouge et au réseau bien plus développé et saillant. Amer, non comestible, potentiellement émétique
- Le Bolet pâle (Butyriboletus fechtneri) au pied typiquement cerné d'une zone rouge, au réseau mieux développé, à la chair bleuissante uniquement au-dessus des tubes à la coupe et à la saveur douce. Rare, sans intérêt alimentaire.
- Le Bolet odorant (Lanmaoa fragrans) au chapeau marron, au pied lisse sans réseau et à l'odeur fruitée, non amer. Comestible.
- Le Bolet blafard (Suillellus luridus) au chapeau brunâtre, aux pores orangés et au réseau très marqué, non amer. Les jeunes spécimens s'en distinguent assez facilement, cependant les anciens sporophores perdant leurs teintes peuvent prêter à confusion. Comestible cuit, toxique cru.
- Le Bolet indigotier (Gyroporus cyanescens), à teinte beige uniforme, sans jaune, au pied lisse sans réseau et au pied caverneux à la coupe. Comestible cuit, jeune, après évaluation approfondie de l'état de conservation.
- Le Bolet soufré (Buchwaldoboletus sphaerocephalus), très rare, sans réseau, également à la chair bleuissante et aux teintes crème jaunâtre, mais poussant sur bois ou sciure de conifères. Rarissime, sans intérêt alimentaire.